# Frank Myers Boggs
Pour les articles homonymes, voir Myers et Boggs.
Frank Myers Boggs, dit Frank Boggs, né le 6 décembre 1855 à Springfield (Ohio), mort le 8 août 1926 à Meudon (Hauts-de-Seine), est un peintre et graveur français d'origine américaine.

## Biographie
Frank Myers Boggs est l'élève de Jean-Léon Gérôme à l'École des beaux-arts de Paris. Il expose régulièrement jusqu'à la fin de sa vie au Salon des artistes français, où il reçoit plusieurs distinctions, notamment placé hors-concours et médaille d'argent à l'occasion de l'Exposition universelle de Paris de 1889. En 1885 à New York, il expose La Houle à Honfleur qui remporte un prix de 2 500 dollars.

## Son œuvre
Ses dessins, généralement de petites dimensions, sont spontanés et spirituels. En 1906-1907, il exécute des eaux-fortes de ses sujets favoris. Ses aquarelles, très nombreuses, d'une touche précise et ferme, sont très nuancées, et forment la partie la plus importante de son œuvre. Il a décoré de rares plats en céramique en collaboration avec Théodore Deck. Amoureux de Paris, de ses quais et de ses monuments, attaché aux bords de la Seine au long de son cours, insatiable admirateur des ports français et étrangers, il multiplie les vues de ces sites dans des peintures solidement bâties, aux ciels nuageux .
Les marchés animés des petites villes, les ponts, les ports normands, la Rochelle, les Pays-Bas, la Belgique, Venise, sont ses sources d'inspiration qui lui permettent d'élaborer des thèmes et un style personnel prisés du grand public.
Naturalisé français le 14 novembre 1923, Frank Boggs est enterré à Paris au cimetière du Père-Lachaise (44e division), aux côtés de son fils, le peintre Frank-Will,.

## Œuvres dans les collections publiques

### Au Canada
- Montréal, musée des beaux-arts : Marine, effet du matin.

### Aux États-Unis
- Boston, musée des Beaux-Arts : La Houle à Honfleur, vers 1885 ;
- Houston, musée des beaux-arts, Quai de la Seine, Paris, au clair de lune, 1898 ;
- New York, The Met: Sur la Tamise, 1883.

### En France
- Dieppe, Château-Musée : Bateau de pêche échoué dans le port de Dieppe ; Femmes de pêcheurs au pied de la falaise ;
- Dreux, musée d'Art et d'Histoire : La Place Métézeau à Dreux un jour de marché, fusain 20 × 34 cm[4] ;
- Meudon, musée d'art et d'histoire (fonds d'atelier de l'artiste donné par sa fille, peinture, dessins et l'ensemble de son œuvre gravé) ;
- Mulhouse[Où ?] : Vue de Paris, aquarelle ;
- Nantes, musée des Beaux-Arts : Barque de pêche ;
- Niort, musée Bernard-d'Agesci[5] : Le Port d'Isigny ;
- Paris, musée Carnavalet : aquarelles, huiles sur toile ;
- Paris, musée du Louvre : Marine, 1923 ; dessins, aquarelles
- Marseille : Le Vieux Port et le Fort Saint-Jean, vers 1880, huile sur toile, 65 × 54 cm, Musée Regards de Provence[6]

## Galerie

Œuvres de Frank Myers Boggs
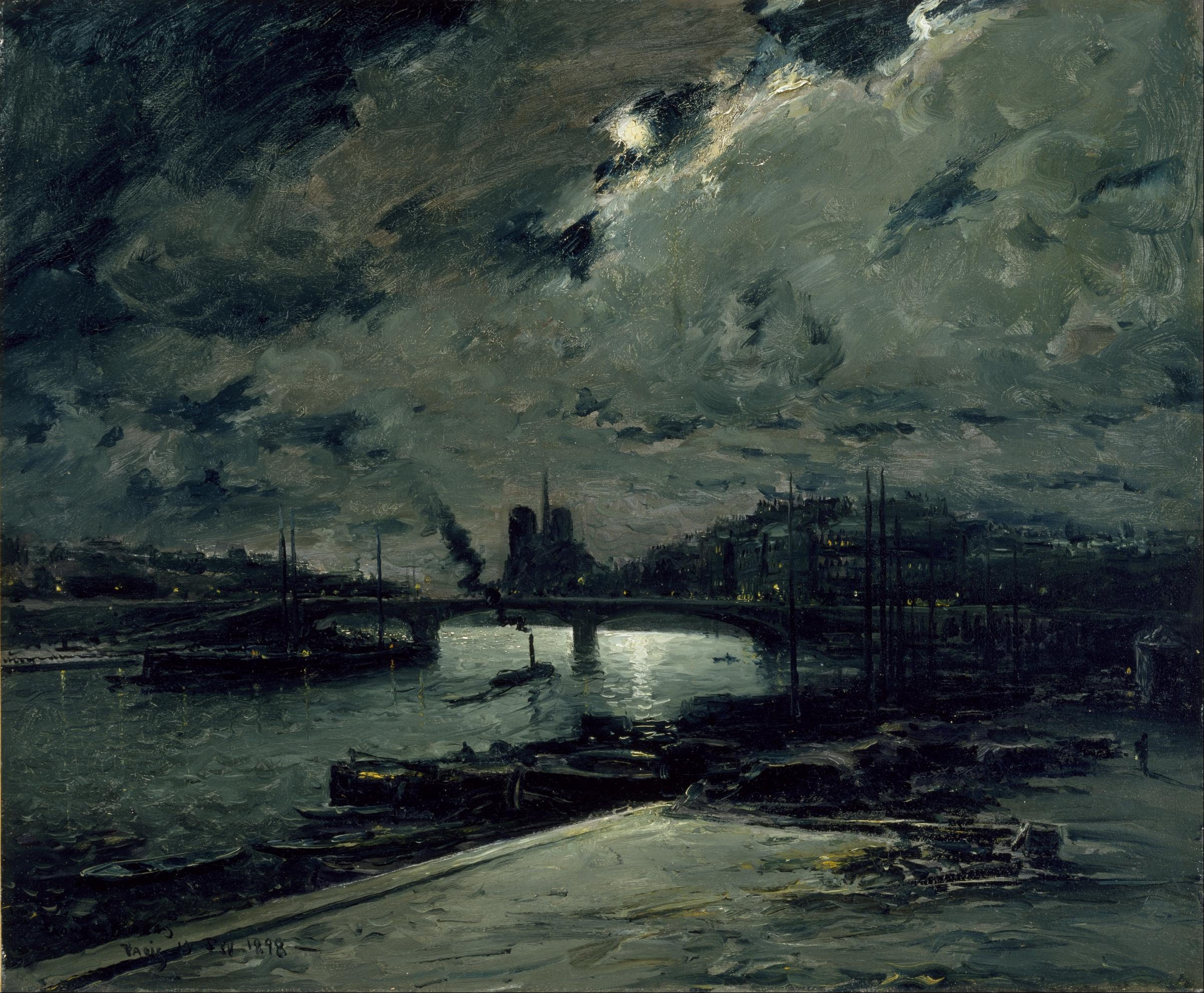
Quai de la Seine, Paris, au clair de lune (1898), musée des beaux-arts de Houston.
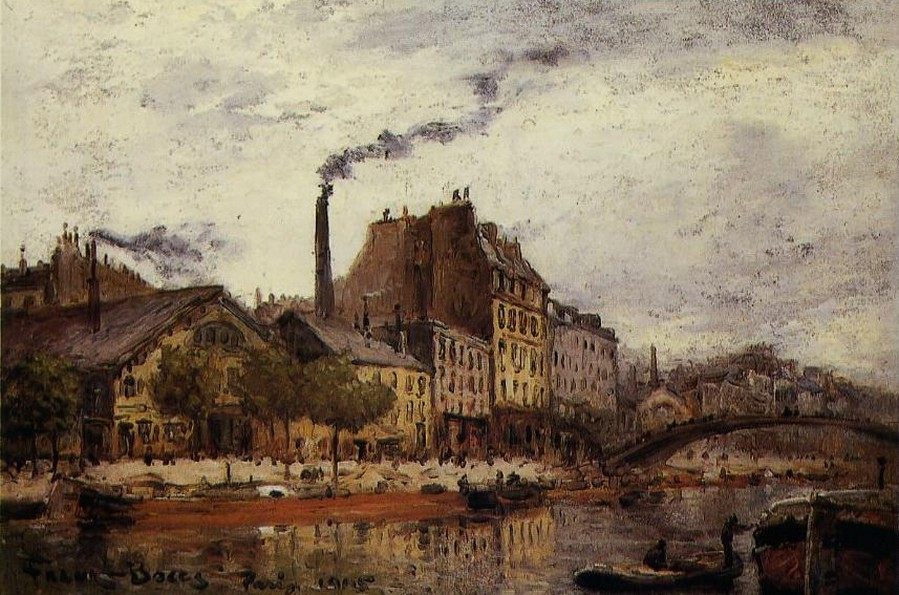
Le Quai de Valmy (1905), Paris, musée Carnavalet.
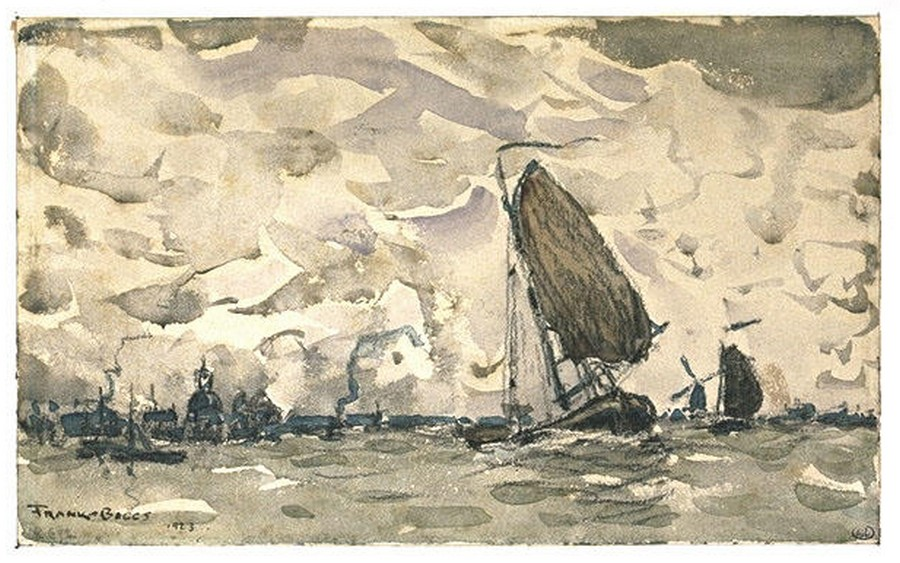
Marine (1923), Paris, musée du Louvre.
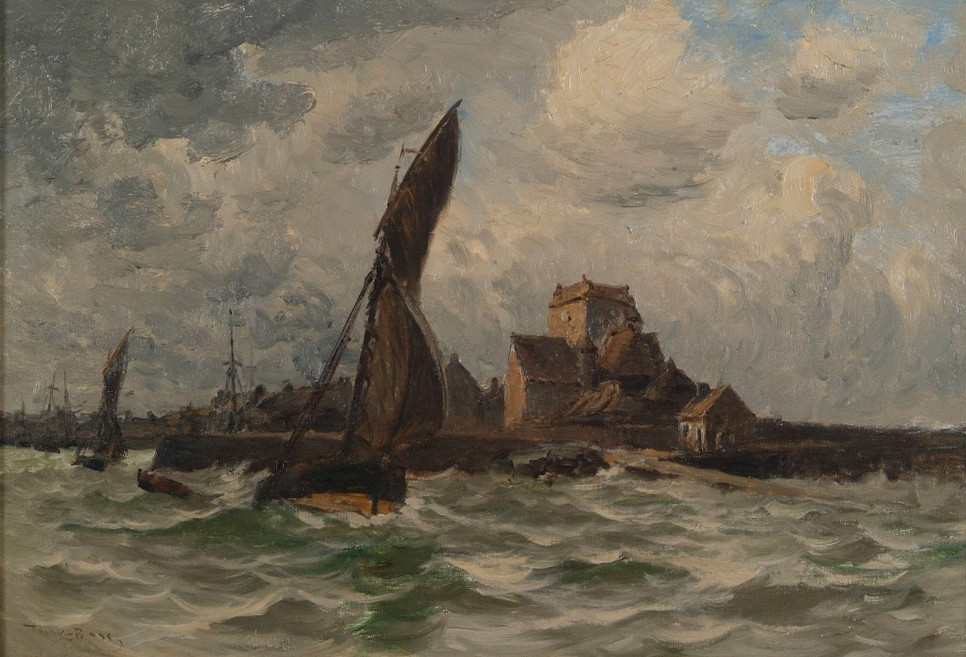
L'Entrée du port de Barfleur, Saint-Vaast-la-Hougue, musée maritime de l'Île Tatihou.
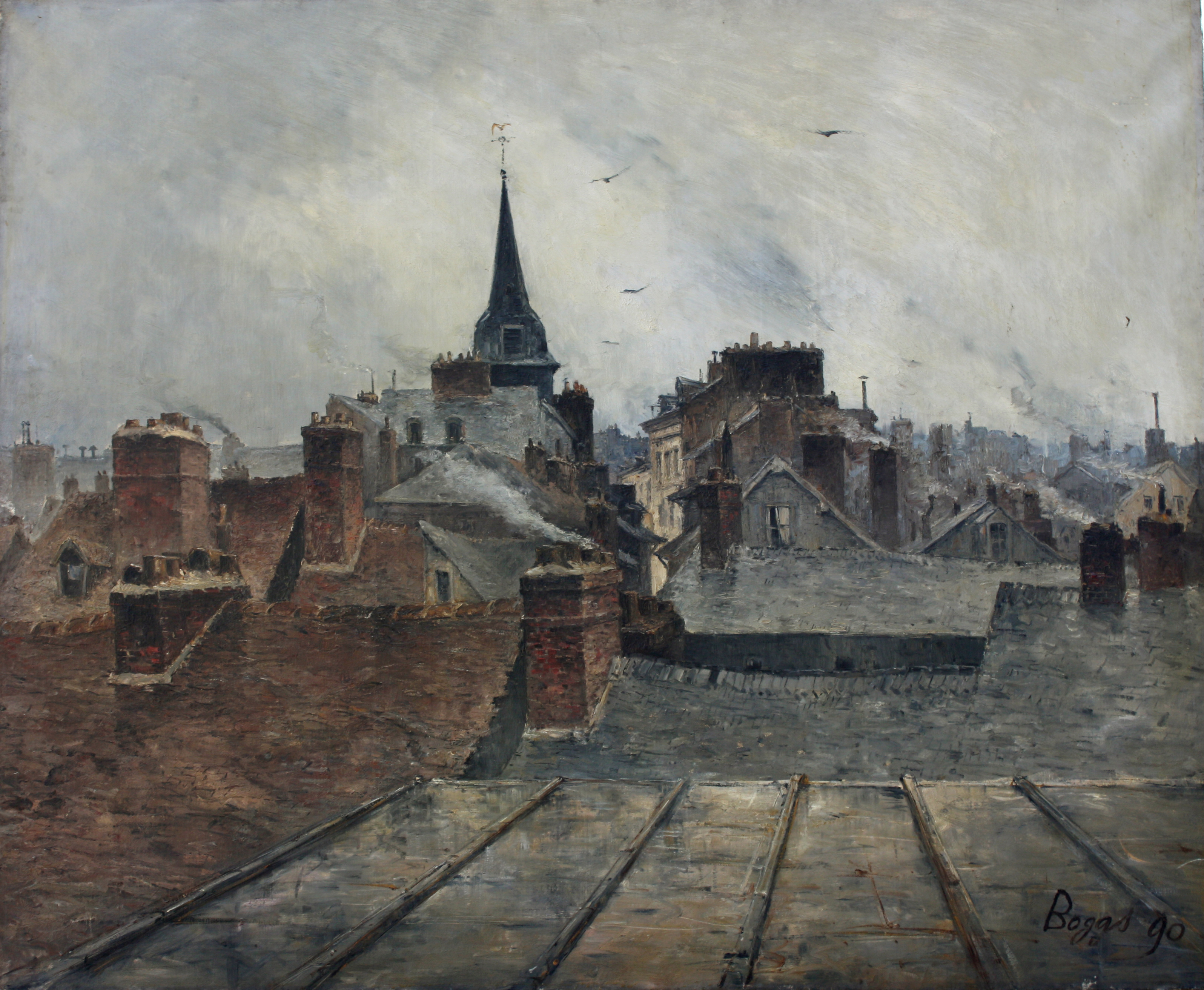
Les toits de Rouen (1890), musée d'art et d'histoire de la ville de Meudon
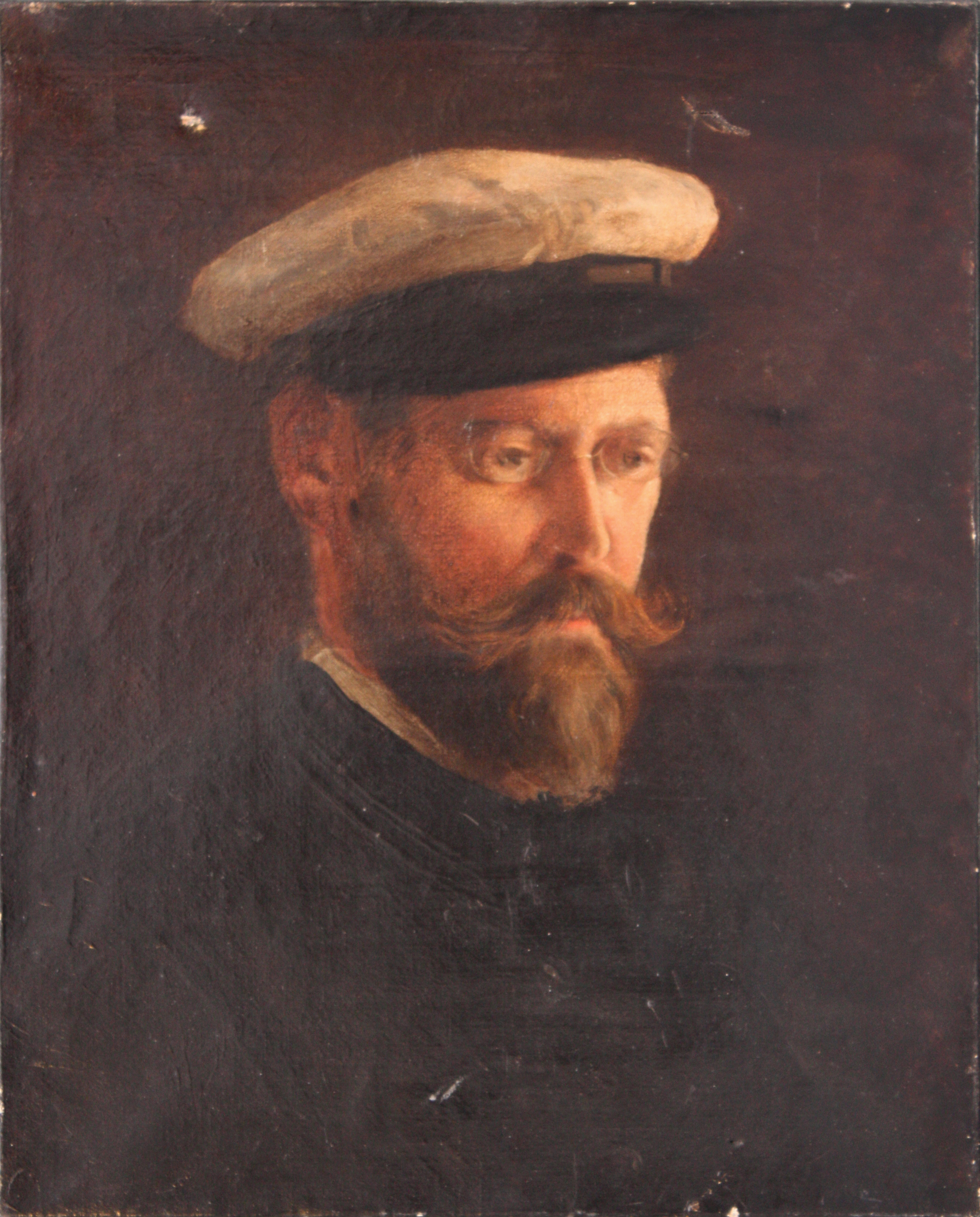
Autoportrait à la casquette (deuxième moitié du XIXe siècle), musée d'art et d'histoire de la ville de Meudon
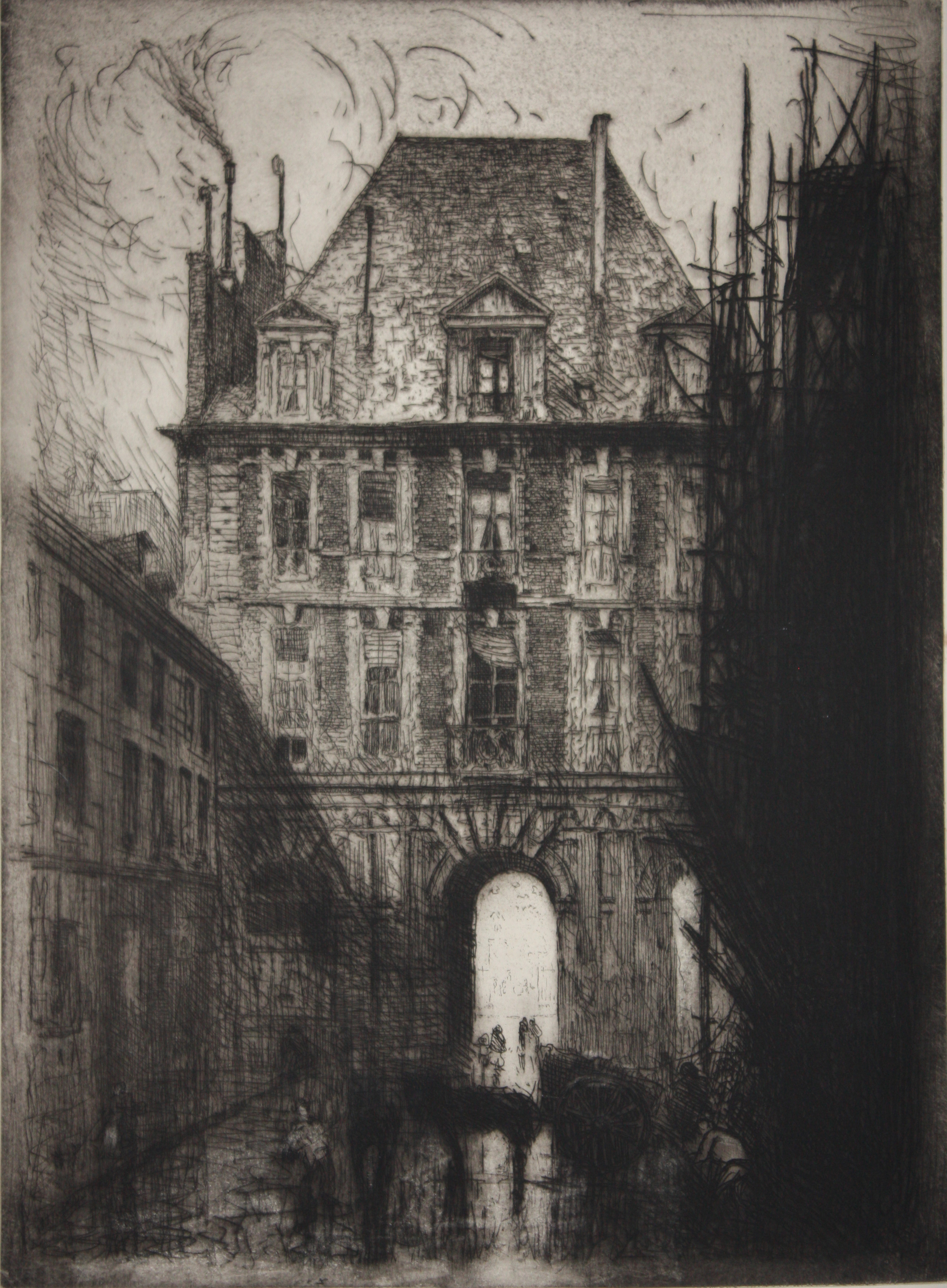
Le pavillon Henri IV (vers 1906), musée d'art et d'histoire de Meudon
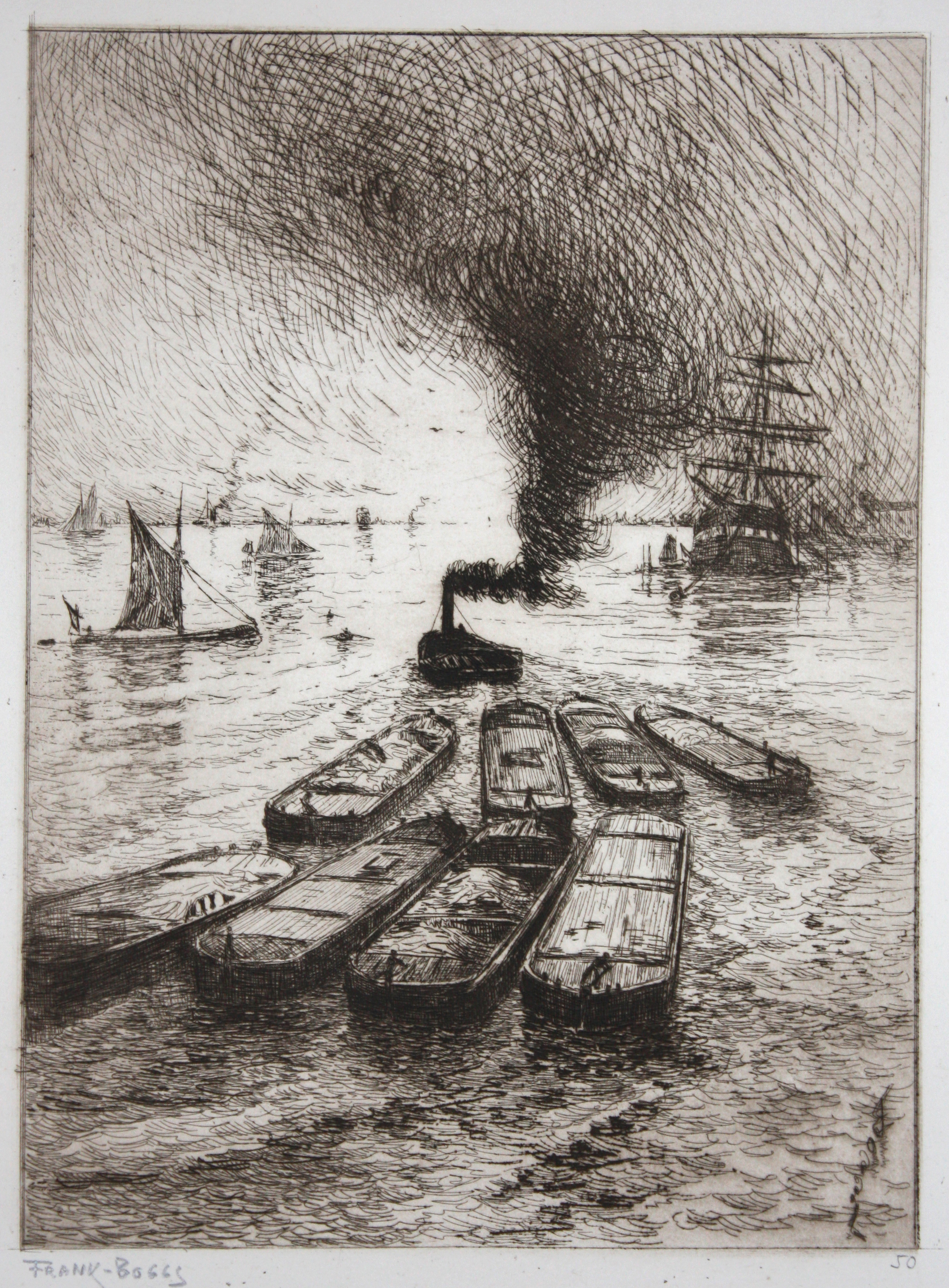
Chalands sur la Tamise (vers 1906), musée d'art et d'histoire de la ville de Meudon
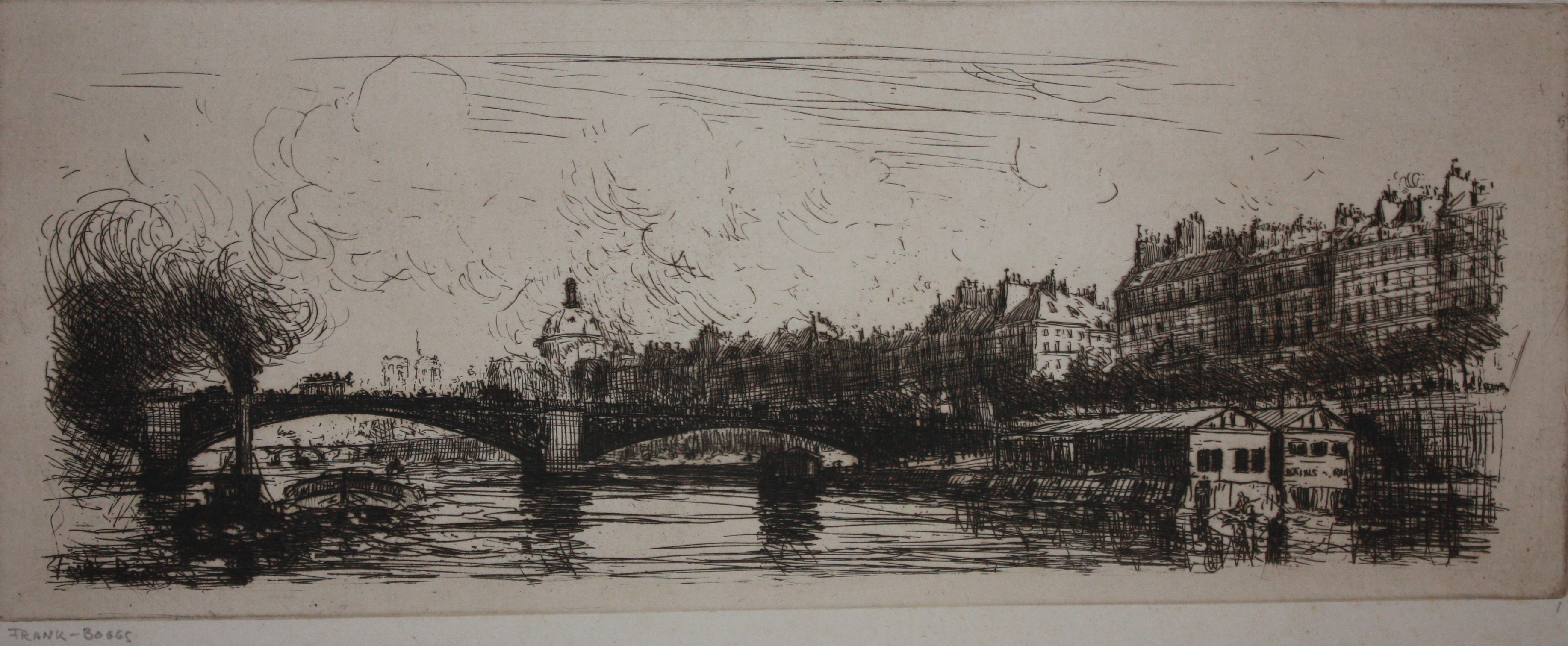
Le Pont du Carrousel de Paris (vers 1906), musée d'art et d'histoire de la ville de Meudon